# Евреи в Таиланде
Евреи в Таиланде проживают начиная с XVII века, когда в страну с территории Ирака начали переселяться семьи багдадских евреев. Также в Таиланде проживает некоторое количество ашкеназов, эмигрировавших из России и Советского Союза.
Большинство еврейских общин в Таиланде насчитывают менее тысячи человек каждая, и расположены они преимущественно в столице страны, Бангкоке (особенно в районе улицы Каосан Роуд и в её окрестностях), хотя менее многочисленные еврейские общины со своими собственными синагогами также существуют в городах Пхукет, Чиангмай и Самуи. Во время еврейских праздников численность общин резко возрастет до нескольких тысяч, поскольку в страну на отдых прибывает множество евреев, в основном из Израиля и США.
По предложению двух бангкокских синагог, Бет Элишева и Эвен Чен, первым постоянным раввином в Бангкоке стал рабби Йосеф Хаим Кантор, который поселился в городе в 1993 году и является приверженцем хабада. В том же году была основана Ассоциация евреев Таиланда. В 1995 году к Йосефу Кантору присоединился раввин Нехемя Вильгельм, который также является приверженцем хабада.

## Хабад
В Бангкоке у последователей религиозного движения хабада есть свой небольшой дом, который в основном оказывает различного рода помощь и услуги израильским туристам. Дом хабада являлся важным центром по оказанию чрезвычайной помощи после разрушительного цунами 2004 года. Дом поставляет кошерную пищу для туристов-иудеев каждую неделю, в том числе и во время еврейских религиозных праздников, таких как Песах. Из-за проблем общественной безопасности после атаки террористов на Мумбаи в 2008 году, входить в дом дозволяется только иудеям.

## Иудейское образование
Широкий спектр образовательных заведений для иудеев предоставлен в столице Таиланда, городе Бангкок: от детского сада до средней школы. Там же было открыто образовательное учреждения ортодоксальной иешивы. После многих лет многочисленных отказов со стороны властей, община евреев также получила разрешение на создание своего собственного кладбища.

## Численность
Всего в Таиланде проживает около 3000 евреев, как европейского, так и азиатского происхождения: это сефарды из Сирии, Ливана и Израиля, а также ашкеназы из Европы, Америки и Шанхая.